# Punta Tronador
Punta Tronador (spanisch für Donnerspitze) ist eine Landspitze der Etainsel in der Gruppe der Melchior-Inseln im Palmer-Archipel westlich der Antarktischen Halbinsel. Sie liegt nördlich der Odera-Halbinsel und ragt in den Andersen Harbor hinein.
Argentinische Wissenschaftler benannten sie. Der weitere Benennungshintergrund ist nicht überliefert.